# Карпов, Владимир Порфирьевич

Влади́мир Порфи́рьевич Ка́рпов (1870—1943) — российский и советский гистолог, эмбриолог, цитолог, профессор и декан медицинского факультета Московского университета.

## Биография
Происходил из дворян, сын земского врача; родился 28 марта (9 апреля) 1870 года в Москве. 
Окончил Коломенскую гимназию (1888) и медицинский факультет Московского университета (с отличием, 1893). С августа 1894 года в течение двух лет состоял сверхштатным помощником прозектора при кафедре гистологии Московского университета. В 1896 году по домашним обстоятельствам оставил службу. С октября 1897 года до 1906 был ассистентом при кафедре зоологии в Московском сельскохозяйственном институте (у Н. М. Кулагина). В это период, в 1904 году, защитил в Московском университете докторскую диссертацию «Исследования о прямом делении клеток». С октября 1906 года В. П. Карпов — прозектор при кафедре гистологии и эмбриологии Московского университета; приват-доцент (1910). Летом 1907 года был направлен в Германию для ознакомления с новой микроскопической аппаратурой в Оптическом институте Карла Цейса и с постановкой преподавания гистологии в германских университетах. С июня 1910 года он в качестве приват-доцента Московского университета читал курс микроскопии. С февраля 1914 года — экстраординарный профессор Московского университета; одновременно возглавлял гистологический кабинет. В апреле 1917 года подал в отставку и в 1917—1925 годах преподавал на Высших женских курсах в Екатеринославе; принимал участие в организации в этом городе университета, а позднее, после его расформирования, медицинского института, в котором был профессором и первым его ректором. В 1925 году вернулся в Москву, возглавил кафедру гистологии медицинского факультета 2-го МГУ (2-й Московский медицинский институт); в 1925—1928 годах был деканом медицинского факультета. В 1928 году отказался, по состоянию здоровья, от административной работы. В 1932 году вышел на пенсию и до конца своей жизни работал в издательстве «Советская энциклопедия».

## Научные интересы

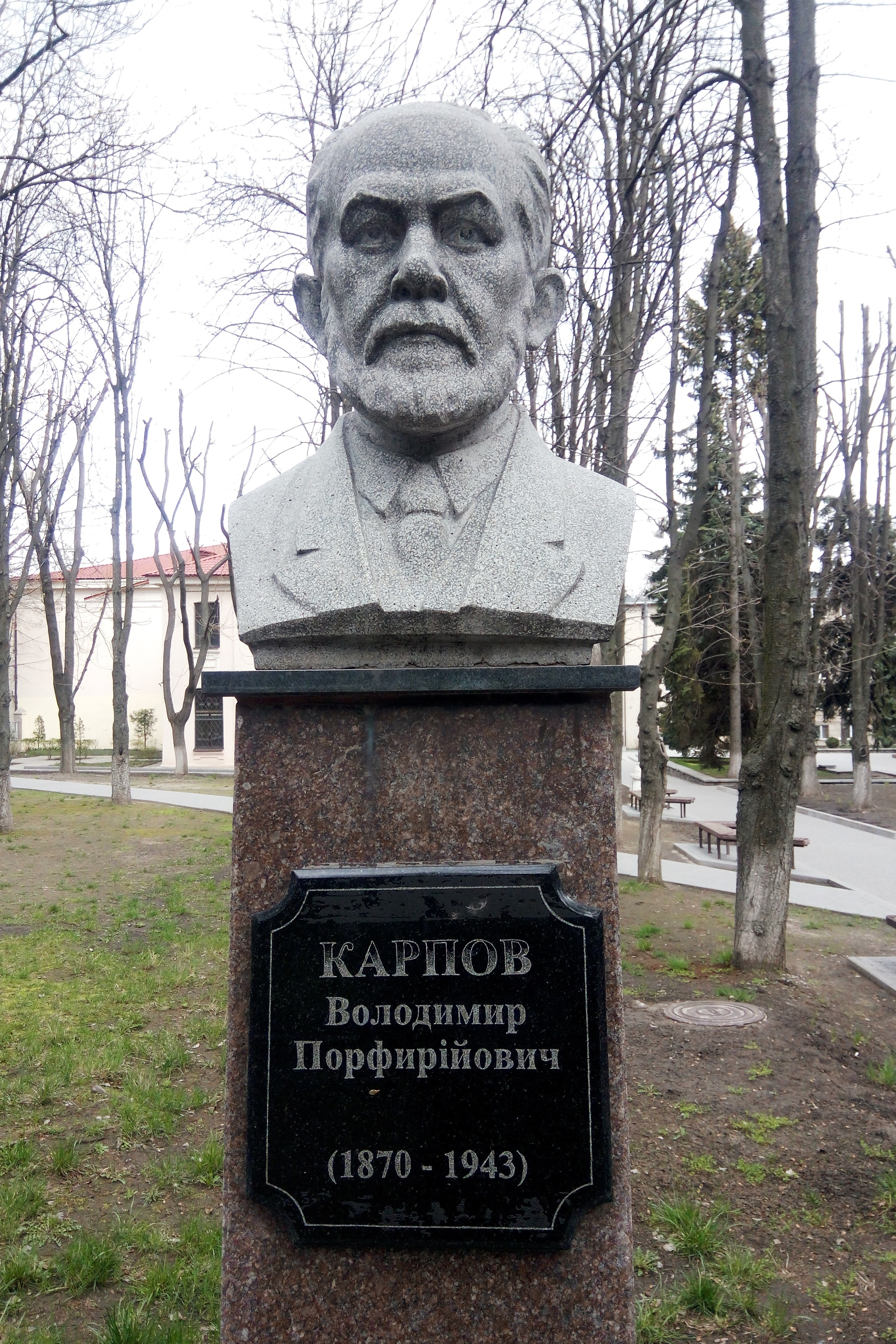
Бюст В. П. Карпова на Аллее учёных медицинской академии в Днепре

Принадлежал к московской школе гистологов А. И. Бабухина. Основные работы были посвящены вопросам прямого деления клеток и исследованию прижизненного строения ядра. Цистологические исследования касались растительных объектов; он автор руководства по гистологии, выдержавшего несколько изданий. Перевёл на русский язык отдельные сочинения Аристотеля — «Физику» (1936), «О происхождении животных» (1937), «О частях животных» (1940), «Историю животных» (1943); был редактором трёхтомного издания сочинений Гиппократа (Гиппократ. «Избранные книги», 1936; Гиппократ. «Сочинения». — Т. 2—3, 1941—1943), а также сочинений Ж.-Б. Ламарка («Философия зоологии». — М., 1911).
Карпов принимал активное участие в работе Московского психологического общества. Являлся создателем оригинальной концепции об организме как о «естественном теле» или самоорганизующейся системе. В своих философских трудах («Витализм и задачи научной биологии в вопросе о жизни», 1909; «Натурфилософия Аристотеля», 1911; «Основные черты органического понимания природы», 1913 и др.) развивал виталистические идеи т. н. органической натурфилософии. Написал ряд работ по истории биологии, в частности гистологии. Сохранилась его большая неопубликованная работа «Основные проблемы биологии с системной точки зрения» (1925). Архив В. П. Карпова находится в Институте истории естествознания и техники Российской Академии наук.

## Рекомендуемая литература
- Гуркин В. А. В. П. Карпов // Вопросы истории естествознания и техники. — 1988. — № 3.
- Гуркин В. А. В. П. Карпов как переводчик Аристотеля // Вестник Древней истории. — 1989. — № 2.
- Гуркин В. А. Учёный и организатор науки — Владимир Порфирьевич Карпов (1870—1943)
- Поздняков А. А. Органическая натурфилософия В. П. Карпова